# Ранчо Маријета (Калифорнија)
Ранчо Маријета (енгл. Rancho Murieta) насељено је место без административног статуса у америчкој савезној држави Калифорнија.

## Демографија
По попису из 2010. године број становника је 5.488, што је 1.295 (30,9%) становника више него 2000. године.
| Група             | 2000.         | 2010.         |
| Белци             | 3.700 (88,2%) | 4.610 (84,0%) |
| Афроамериканци    | 81 (1,9%)     | 130 (2,4%)    |
| Азијати           | 114 (2,7%)    | 158 (2,9%)    |
| Хиспаноамериканци | 194 (4,6%)    | 425 (7,7%)    |
| Укупно            | 4.193         | 5.488         |